# 杉田健
杉田 健（すぎた たける、2001年8月28日 - ）は、静岡県三島市出身のプロ野球選手（投手・育成選手）。右投右打。広島東洋カープ所属。

## 経歴

### プロ入り前
三島市立佐野小学校で1年生の時に三島ノースタイガースで野球を始める。三島市立北上中学校在学時は硬式野球のクラブチームである三島シニアでプレーしていた。
日本大学三島高等学校に進学し、2年春からベンチ入り。3年春からエースを務めた。高校時代は甲子園大会への出場はなく、3年夏は静岡大会初戦で藤枝北に敗れた。
高校卒業後は日本大学国際関係学部へ進学。右肘の疲労骨折などもあり3年間は登板がなく、4年春にリーグ戦初登板した。同年秋のリーグ戦では5試合に先発登板して5勝、防御率0.26を記録し、優勝に貢献。最優秀投手賞、最優秀防御率の二冠に輝いた。
2023年10月26日に開催されたドラフト会議にて、広島東洋カープから育成1位指名を受けた。11月13日に支度金290万円、年俸300万円で仮契約した（金額は推定）。背番号は120。

### 広島時代
2024年はオープン戦の登板機会を与えられ、3月19日の対埼玉西武ライオンズ戦では、中村剛也に失投を捉えられ決勝本塁打を喫した。オープン戦通算成績は4登板（4投球回）、防御率4.50、自責点2。開幕後はウエスタン・リーグに18登板し2勝5敗、防御率3.12の成績を収めた。7月のフレッシュオールスター戦には、チーム事情で辞退した河野佳の代替選手として出場した。

## 選手としての特徴・人物
長身を生かした角度のある速球（最速152km/h）とスライダー、カットボールなどが武器の右腕。
アイドルグループ「乃木坂46」の大ファン。大学入学後、友人の影響でファンになったと言い、静岡から夜行バスを利用し20回ほどライブに行ったという。「推しメン」は岩本蓮加。入寮時には岩本のタオルなど乃木坂46のグッズを持ち込んだ。なお、試合で使用するグラブには、岩本が初のセンターを務めた楽曲「トキトキメキメキ」の文字が刺繍されている。

## 詳細情報

### 背番号
- 120（2024年 - ）